# Protodorvillea gaspeensis
Protodorvillea gaspeensis är en ringmaskart som beskrevs av Pettibone 1961. Protodorvillea gaspeensis ingår i släktet Protodorvillea och familjen Dorvilleidae. Utöver nominatformen finns också underarten P. g. chilensis.